# Ken Harris
Ken Harris   (Comtat de Tulare, 31 de juliol de 1898 - Woodland Hills, 24 de març de 1982) fou un animador estatunidenc que va treballar en diversos estudis.
Els seus treballs més coneguts són els que va fer sota la direcció de Chuck Jones per a Warner Bros Cartoons; aquesta associació va començar el 1938 i va durar fins a 1962. Tan bon punt Jones deixés Warner, Harris va treballar amb l'animador Phil Monroe en dos curtmetratges animats abans que Warner Bros tanqués el seu estudi d'animació. El 1963, Harris va treballar breument per Hanna-Barbera, després va tornar amb Jones a M-G-M per tres anys. En els anys 1970, va treballar en la versió animada de Conte de Nadal i els crèdits inicials del retorn de la pantera rosa.

## Premis
- En els Annie Awards de 1981, ASIFA-Hollywood va atorgar a Ken Harris el Winsor McCay Award per la seva trajectòria en el camp de l'animació.[6][7]